# Vittorio Zucconi
Pour les articles homonymes, voir Zucconi.
Vittorio Guido Zucconi (né à Bastiglia le  16 août 1944 et mort à  Washington le 26 mai 2019) est un journaliste et écrivain italien naturalisé américain. Il a aussi été député.

## Biographie
Fils du journaliste Guglielmo Zucconi (it), Vittorio Zucconi naît à Bastiglia (province de Modène). Après une enfance à Modène, il déménage avec sa famille à Milan, où il étudie au lycée Giuseppe Parini. Zucconi travaille pour la revue de l'école, jusqu'à en devenir directeur. Il s'inscrit à l'université de Milan, où il est diplômé en lettres et en philosophie pour une thèse sur les mouvements anarchistes italiens.
En 1985, Vittorio Zucconi s'établit à Washington, où il est chroniqueur pour la Repubblica. Il tire de son expérience comme correspondant et envoyé spécial le livre Parole de journaliste.
Zucconi est également connu pour son activisme contre la peine de mort aux États-Unis d'Amérique,.
Au cours de sa carrière, Zucconi a reçu plusieurs prix italiens de journalisme, y compris le Premiolino (it), Trente, Max David, le Este pour les essais, le Luchetta pour sa carrière et la principale récompense italienne, le prix Saint-Vincent du journalisme.
Depuis 2002, Zucconi est aussi citoyen américain.
Vittorio Zucconi meurt à  Washington le 25 mai 2019, à l'âge de 74 ans.
Il s'était marié en 1969 à Alisa Tibaldi. Ils auront deux enfants, Chiara et Guido (it) (qui deviendra architecte) et six petits-enfants, vivant aux États-Unis. 

## Décoration
2e classe / Grand officier : Grande Ufficiale Ordine al Merito della Repubblica Italiana, proposée par le président de la République, 7 avril 2009.